# ONE PIECE エピソードオブ空島
『ONE PIECE エピソードオブ空島』（ワンピース エピソードオブそらじま）は、2018年8月25日にフジテレビジョン系列の『土曜プレミアム』枠で放送された、テレビアニメ『ONE PIECE』のスペシャル番組。
『土曜プレミアム』枠のスペシャル第9弾。「空島編」を完全新作として描く。
本作の放送終了後、2019年夏に劇場版第14作が公開されることが発表された。
2018年11月23日にBlu-ray DiscとDVDが発売された。

## キャスト
麦わらの一味
- モンキー・D・ルフィ - 田中真弓
- ロロノア・ゾロ - 中井和哉
- ナミ - 岡村明美
- ウソップ - 山口勝平
- サンジ - 平田広明
- トニートニー・チョッパー - 大谷育江
- ニコ・ロビン - 山口由里子

空島
- ガン・フォール - 市川猿之助[4][注 1]
- ピエール - 粗忽屋西神戸店
- コニス - 高橋理恵子
- スー - 粗忽屋武蔵野店
- エネル - 森川智之
- サトリ - 高戸靖広
- シュラ - 太田真一郎
- ゲダツ - 高塚正也
- オーム - 竹本英史
- ワイパー - 相沢まさき、木内レイコ（幼少期）
- アイサ - 鈴木真仁
- 長老 - 増谷康紀[注 2]

400年前のキャラクター
- モンブラン・ノーランド - 大塚芳忠
- カルガラ - 柴田秀勝
- ムース - 皆口裕子
- セト - 新井良平[注 3]
- ドクター - 谷昌樹[注 4]
- 400年前の神 - 間宮康弘
- ルブニール王国の王 - 菊池正美

その他
- モンブラン・クリケット - 内田直哉[注 5]
- ナレーション - 大場真人
- 役名なし - けーすけ、服巻浩司、藤本たかひろ、半田裕典、千葉俊哉、蟹江俊介、五味洸一、深川和征、坂井易直、香里有佐、石橋桃、竹田海渡、宮園拓夢、関根有咲、長江里加、山根綺、村瀬敦美、吉岡夏希

## スタッフ
- 原作 - 尾田栄一郎
- 企画 - 狩野雄太、櫻田博之
- 脚本 - 中山智博
- 音楽 - 田中公平、井内啓二、浜口史郎、丸尾稔、岩崎文紀
- 製作担当 - 肥留川知明
- 色彩設計 - 中野倫明
- 撮影監督 - 和田尚之
- 美術監督 - 渡辺佳人
- キャラクターデザイン - 佐藤雅将
- 総作画監督 - 五十内裕輔
- 作画監督 - 五十内裕輔、井上栄作、藤崎真吾、飯飼一幸、山崎展義、小山知洋
- 原画 - 藤崎真吾、飯飼一幸、井上栄作、なかじまちゅうじ、山崎展義、小山知洋　他
- 動画検査 - 松尾俊輔
- 動画・デジタル彩色 - 武蔵野製作所、スタジオCJ
- 色指定 - 中野倫明、長田節、吉原千晴、斉藤新
- 設定アドバイザー - 吉池隆司
- CGプロデューサー - 横尾裕次
- CGディレクター - 川崎健太郎
- 編集 - 西村英一
- 編集助手 - 向井咲子
- 録音 - 渡辺絵里奈
- 録音助手 - 藤村聡
- 効果 - 新井秀徳
- 選曲 - 神保直史
- 記録 - 橋口舞子
- キャスティング - 角康昭
- 演出助手 - 佐々木雄三、鈴木里沙
- 製作進行 - 西本直哉、岩田王弘
- 音楽協力 - 関根瑛一、金野沙矢香、犬塚舞
- 録音スタジオ - スタジオユモ、スリーエススタジオ
- オンライン編集 - 東映デジタルラボ
- 広報 - 太田真紀子、加藤美穂子、中台郁美
- 総監督 - 宇田鋼之介
- 監督 - えんどうてつや
- 制作協力 - 東映
- 制作 - 東映アニメーション、フジテレビ

## 原作との主な相違点
- 空から落ちてきた船のサルベージが行われていない。また、空島の地図は船と一緒に降ってきており、一味がマシラ、ショジョウと遭遇していない。
- ジャヤのモックタウンにはロビンだけが上陸している。
- サウスバードが一味と共に空島へ行っておらず、突き上げる海流に乗る前にマシラの船に移動している。また、乗る前に一味が空島での格好になっている。
- メリー号が海雲を抜けてすぐに特急エビにエンジェル島へと連れ去られている為、天国の門が登場しない。
- 一味とガン・フォールの初対面がエンジェル島になっており、ホイッスルを貰っていない。
- アッパーヤードの祭壇にはメリー号と共にチョッパーとスーだけが連れ去らわれており、他の人物はその後で祭壇に上陸した。その際にコニスも同伴している。
- 祭壇に向かうための4つの試練が登場しない。その為、サトリとの戦いはエンジェル島で行われた。
- シュラがサバイバル開始前に神の祭壇でワイパーに倒されている。
- ノラにはルフィだけが飲み込まれおり、ナミはノラに追いかけられる形で、ガン・フォールはそれを助ける形で神の島に上陸している。
- ワイパーがエネルとの戦いで排撃貝と海楼石を使用していない。
- アイサは雲隠れの村を出ておらず、一味と対面していない。
- ベラミー海賊団、黒ひげ海賊団、モックタウンの人々、空島の人々の一部が登場していない（登場していてもセリフがない者もいる）。

## 主題歌
エンディングテーマ「Hope」
作詞・作曲・編曲 - Kenichi Anraku、TomoLow、MioFRANKY、Ryo Ito / 歌 - 安室奈美恵